# Орнитологија
Орнитологија је научна дисциплина биологије која се бави проучавањем птица. Људи који се баве проучавањем птица називају се орнитолози.

## Порекло речи
Реч орнитологија потиче из грчког језика. Први део речи, ornithos значи „птица“, док logos значи „наука“.

## Историјат
Неки древни грчки писци су увидели да птице нестају током једног дела године, али нису знали који је узрок томе. Ова „загонетка“ је решена тек током 19. века када су орнитолози тог доба утврдили да се птице селе. Занимање за птице је имало позитивне последице, јер су се до данас оформила многа друштва за заштиту птица. Прво такво друштво је настало у Британији 1889. године и то је било Краљевско друштво за заштиту птица (енгл. The Royal Society for the Protection of Birds/RSPB). Данас је орнитологија високо развијена наука.

## Предмет проучавања
Орнитолози проучавају морфологију и анатомију птица, дакле њихове особине, као и сродничке односе међу њима, понашање, станишта и екологију уопште. Примењена орнитологија се бави и узајамним односима људи и птица. На пример, како птице могу да пренесу болести на људе, како утичу на пољопривредна добра, али и како човек уништавањем станишта и криволовом смањује популације птица и чак угрожава опстанак читавих врста.